# سیارک ۵۹۶۷
سیارک ۵۹۶۷ (به انگلیسی: 5967 Edithlevy، نامگذاری:1991CM5) پنج هزار و نهصد و شصت و هفتمین سیارک کشف شده‌است که در ۹ فوریه ۱۹۹۱ کشف شد.
قدر مطلق سیارک برابر ۱۳٫۸۰ است.